# Sindspett
Sindspett (Dendrocopos assimilis) är en asiatisk fågel i familjen hackspettar inom ordningen hackspettartade fåglar.

## Kännetecken

### Utseende
Sindspetten är en svartvit medelstor hackspett med en kroppslängd på 20-22 centimeter. Undersidan är ostreckad och ett svart mustaschstreck når nedre delen av nacken. Arten liknar himalayaspetten (D. himalayensis), men saknar svart bakre kant på örontäckarna. Den har vidare större vit skulderfläck och mer vitt på pannan, vitare undersida, bredare vit bandning på vingarna samt blekare rosa på undergumpen.

### Läten
Starkt och vasst "ptik", ett ganska svagt "chir-rir-rir-rirh", ett "tr-r-r-r" och ett snabbt och upprepat "toi-whit, toi-whit, toi-whit".

## Utbredning och systematik
Fågeln förekommer i torra skogar och busköken från sydöstra Iran till Pakistan. Den behandlas som monotypisk, det vill säga att den inte delas in i några underarter.

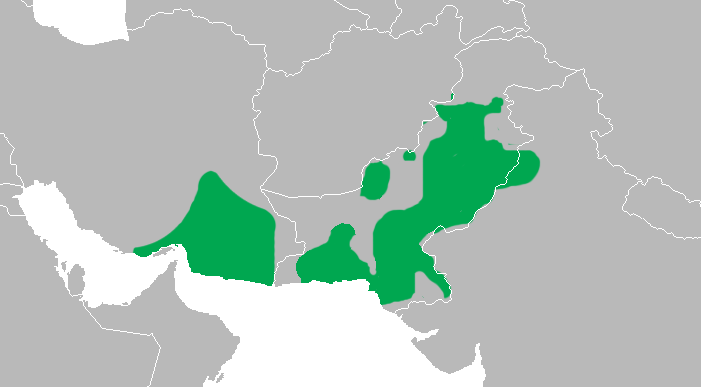
Artens utbredningsområde.

## Levnadssätt
Arten förekommer i torrt och öppet subtropiskt skogslandskap, törnbuskmarker, palm- och olivlundar, wadis, oaser, bosättningar och trädgårdar, företrädesvis i låglänta områden men upp till 2000 meters höjd. Den ses ofta bland törel, tamarisk, mullbärsträd, pistasch och Acacia.
Sindspetten födosöker vanligtvis enstaka, på jakt efter myror, framför allt Camponotus och larver till trädlevande larver. Den häckar från mars till april i ett hål i ett träd som båda könen hackar ut en till fyra meter över mark.

## Status och hot
Arten har ett stort utbredningsområde, men tros minska i antal, dock inte tillräckligt kraftigt för att den ska betraktas som hotad. Internationella naturvårdsunionen IUCN listar arten som livskraftig (LC).  Världspopulationen har inte uppskattats men den beskrivs som vida spridd och lokalt vanlig.

## Namn
Sind är en provins i sydöstra Pakistan.